# Ajradita
Els ajradites foren els seguidors d'una branca del kharigisme. Fou un grup principalment actiu al Khurasan. El seu nom deriva del seu fundador, Abd-al-Karim ibn Àjrad, distanciat de la branca atawiyya, una de les escoles de Nadjadat.
Abd-al-Karim era nadiu de Balkh i va ser empresonat pel governador d'Iraq, Khalid ibn Abd Allah al-Kasri, entre el 724 i el 738. Aquest corrent exclou els infants de l'islam fins a la pubertat.
El grup es va ramificar en:
- Mamuniyya
- Khalafiyya
- Hamziyya
- Shuaybiyya
- Saltiyya
- Khazimiyya
  - Dos grups
- Thaliba
  - Cinc grups
- Atrafiyya

La més rellevant fou la branca Hamziyya, que va organitzar la revolta kharigita del Khurasan del sud, dirigida per Hamza ibn Adrak, en 795.